# Betriebshof Reinickendorf

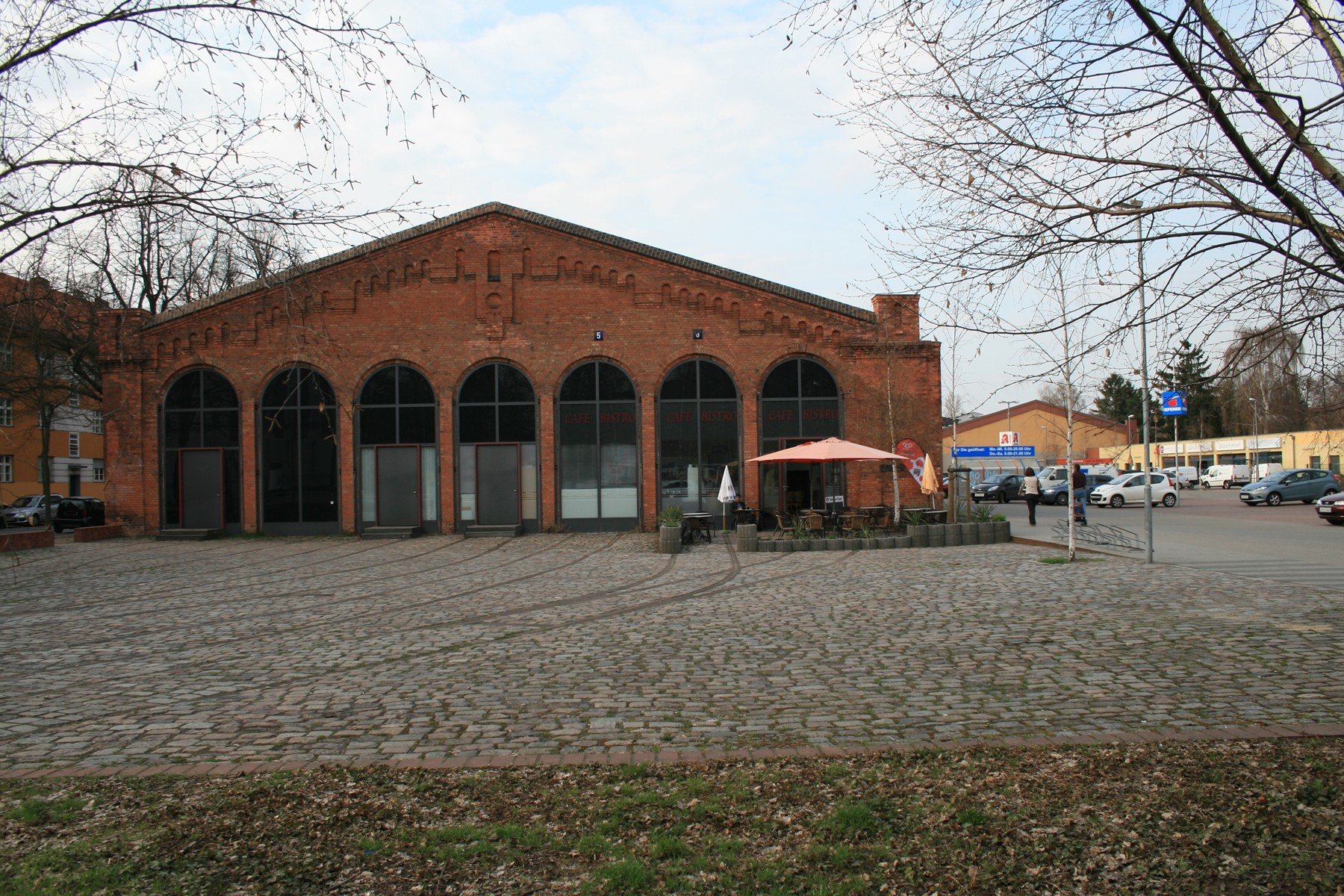
Ehemalige Wagenhalle mit Gleisresten

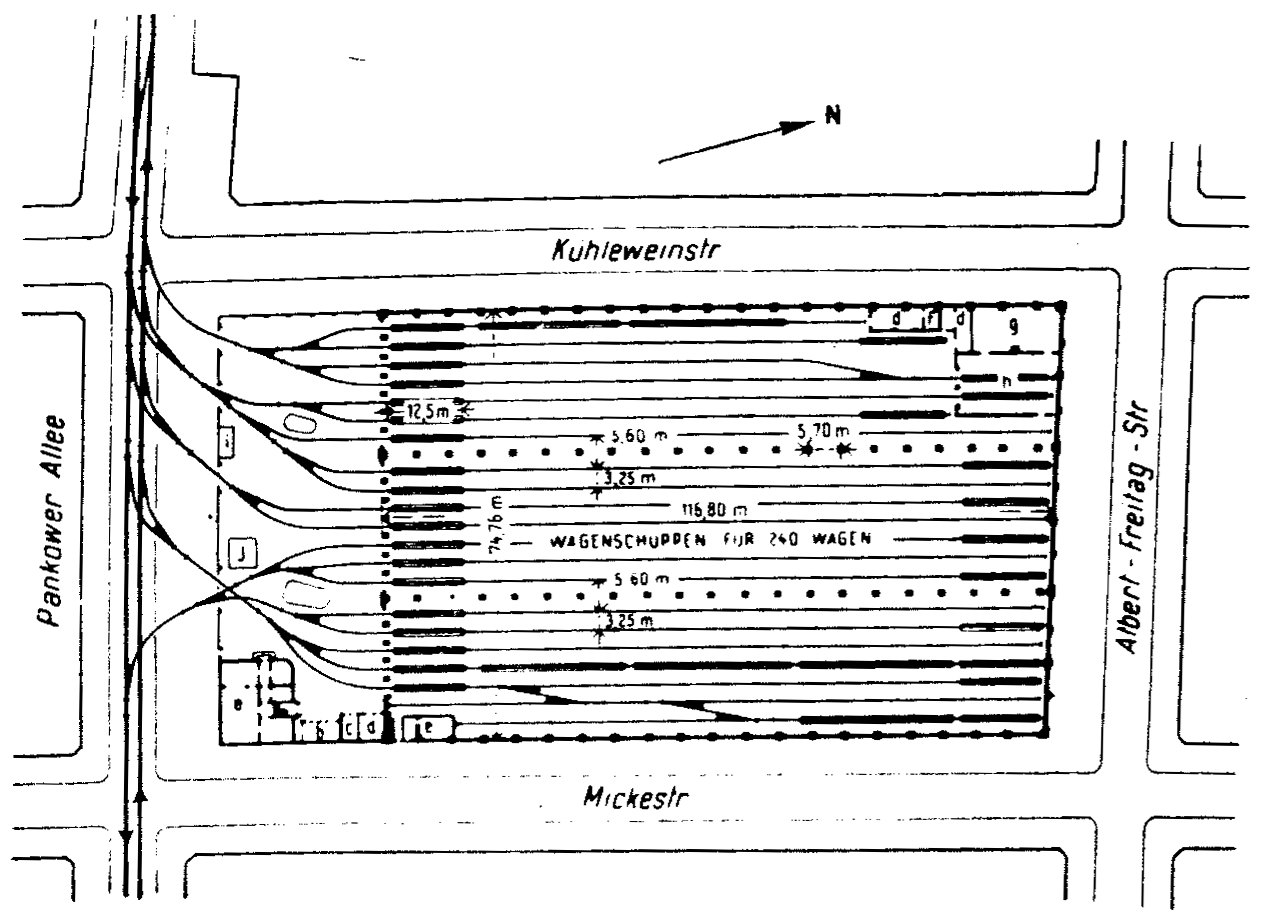
Gleisplan des Betriebshofs, 1918

Der Betriebshof Reinickendorf (ⓘ) ist ein ehemaliger Betriebshof der Berliner Verkehrsbetriebe (BVG), der im Juni 1900 von der Großen Berliner Straßenbahn (GBS) eröffnet wurde. Er wurde im Oktober 1960 im Zuge der Stilllegung des West-Berliner Straßenbahnnetzes geschlossen und wird seitdem verschiedenartig genutzt.

## Lage und Aufbau
Der Hof liegt an der Pankower Allee 47–51 im Ortsteil Reinickendorf des Berliner Bezirks Reinickendorf. Das Grundstück hat eine Grundfläche von 11.517 Quadratmetern, auf ihm befanden sich noch eine ursprünglich dreischiffige, heute einschiffige Wagenhalle sowie ein dreigeschossiges Verwaltungsgebäude. Die Halle weist sieben Rundbogentore auf. Die Konstruktion besteht aus Eisenfachwerk und ist mit einer roten Ziegelfassade im romanischen Stil verblendet. Der Verwaltungsbau lehnt sich stilistisch an die Halle an.
Die gesamte Halle bot ursprünglich Platz für insgesamt 240 Straßenbahnwagen der damaligen Länge. Gleisverbindungen bestanden über die Pankower Allee zur Residenz- und Markstraße sowie zur Provinzstraße.
Das Gelände ist als Baudenkmal in der Berliner Landesdenkmalliste eingetragen.

## Geschichte
Die GBS schloss anlässlich der bevorstehenden Elektrifizierung im Juni 1898 einen Vertrag mit der Gemeinde Reinickendorf. Gegenstand der Verhandlungen waren die Elektrifizierung der bestehenden Strecke vom Nettelbeckplatz zur Residenzstraße, der Neubau weiterer Strecken im Gemeindegebiet sowie die Errichtung eines Betriebshofes an der Pankower Allee. Parallel baute die GBS weitere sieben Betriebshöfe nach gleichen Merkmalen. Der Entwurf und die Ausführung dieser Anlagen oblagen der Bauabteilung der GBS unter Leitung von Joseph Fischer-Dick. Der Hof I in Reinickendorf konnte am 1. Juni 1900 eröffnet werden. Er ersetzte den bisherigen Hof I in der Uferstraße, der fortan als Hauptwerkstatt der Straßenbahn diente. Zunächst stand nur die westliche Halle I mit den Gleissträngen 1 bis 7 zur Verfügung, die beiden östlich anschließenden Hallen II und III folgten kurze Zeit darauf. Nach seiner Eröffnung bot er Kapazitäten für 300 Elektro-Motorwagen und bedienstete 300 Beamte.
Ende der 1920er Jahre war ein Neubau des Betriebshofes an gleicher Stelle mit umschließender Wohnbebauung vorgesehen, die Entwürfe hierfür lieferte der Hausarchitekt der Berliner Straßenbahn Jean Krämer. Lediglich die Randbebauung an der angrenzenden Reginhardstraße wurde nach Plänen von Franz Fedler und Hans Kraffert umgesetzt.
Um 1934 erhielt der Hof das Kürzel Rei. Im Zweiten Weltkrieg erlitt der Hof schwere Schäden. Beim ersten Luftangriff im März 1943 wurde die Montagehalle im hinteren Teil von Halle II zerstört. In der Nacht vom 24. auf den 25. Juni 1944 wurden dann die Hallen II und III zerstört. Die BVG stellte den Betrieb daraufhin ein und setzte das Personal auf dem benachbarten Betriebshöfen Niederschönhausen und Müllerstraße ein. Am 4. Dezember 1944 konnte der Betrieb auf dem notdürftig hergerichteten Hof wieder aufgenommen werden. Bis zum Kriegsende entstanden keine weiteren Schäden durch Luftangriffe.
Am 5. Mai 1945 begannen die Aufräumarbeiten auf dem Hof, drei Monate später konnte der Fahrbetrieb wieder aufgenommen werden. Der Wiederaufbau der Hallen II und III unterblieb, die Wagen soweit möglich im Freien angestellt. Mit der Einstellung der Straßenbahn im Raum Tegel und der Schließung der Betriebshöfe Tegel und Müllerstraße am 1. Juni 1958 stiegen die Leistungen des Hofs vorübergehend an. Bereits zwei Jahre darauf ereilte ihn das gleiche Schicksal. Mit der Einstellung der West-Berliner Straßenbahnlinien 23, 24 und 36 am 2. Mai 1960 wurde nur noch die verbliebene Halle des Hofes genutzt, die endgültige Schließung erfolgte am 1. Oktober 1960 mit der Stilllegung der letzten Reinickendorfer Linie 35. Die noch auf dem Hof stationierten Wagen wurden auf andere Betriebshöfe verlegt. Einen Monat darauf übernahm die BEHALA das Gelände zur Lagerung verschiedener Materialien im Rahmen der Senatsreserve. Zuletzt waren vor allem die Triebwagen der Typen T 24, T 24/49 sowie T 33 U sowie die Beiwagen der Typen B 24 und BDM 26 auf dem Hof beheimatet.
Im Sommer 2006 wurde das bis dahin als Lager genutzte Gelände weitgehend geräumt. Die zurückgesetzten Hallen im hinteren Bereich wurden ebenso wie die dort noch befindlichen Gleise abgerissen. Die Halle I samt deren Gleisvorfeld und der Verwaltungsbau blieben bestehen. Die Arbeiten waren 2007 abgeschlossen. Seitdem sind auf dem früheren Betriebshof mehrere Einzelhandelsgeschäfte untergebracht. Der Verwaltungsbau dient unter anderem als Kinderzentrum.